# Teleoceras
Genre
Teleoceras est un genre éteint de rhinocéros brouteurs d'herbe qui a vécu en Amérique du Nord et dans le sud-ouest de la France au Miocène et qui a disparu voici environ 5,3 millions d'années.

## Description
Teleoceras avait des pattes plus courtes que les rhinocéros modernes et un thorax en forme de barrique, ce qui rendait sa morphologie plus proche de celle d'un hippopotame que d'un rhinocéros moderne. La morphologie de Teleoceras ainsi que la localisation de certains de ses fossiles à proximité de rivières suggèrent un mode de vie semi-aquatique. Cependant ce mode de vie a été remis en question à de nombreuses reprises, notamment par des études isotopiques. Teleoceras portait une seule corne nasale, de petite taille.
Teleoceras est le fossile le plus abondant dans les dépôts fossilifères du Nebraska résultant d'une « pluie » de cendres volcaniques. De fait, ses restes étaient si nombreux et si concentrés que le bâtiment qui abrite la plus grande concentration de fossiles trouvés dans des couches de cendres est surnommé « l'étable à rhinocéros ». La plupart des squelettes sont conservés dans un état presque complet. Un spécimen extraordinaire comprend les restes d'un jeune téléocéras en train d'essayer de téter sa mère.

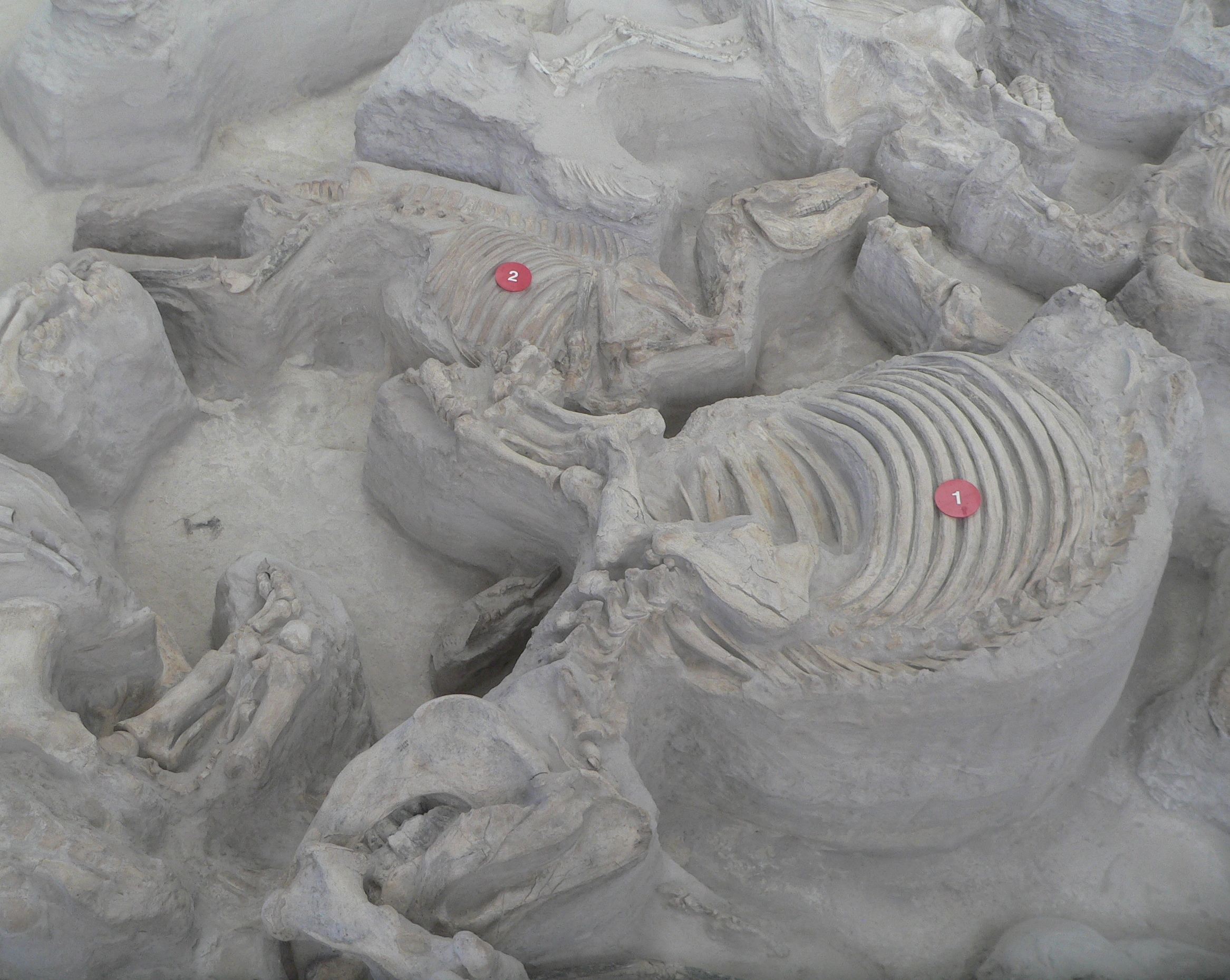
1 : Squelette d'un jeune adulte de Teleoceras major et 2 : Squelette de Cormohipparion occidentale (« cheval à trois doigts »), piégés par les cendres d'une éruption volcanique intervenue il y a 10 à 12 Ma au Nebraska.

## Liste d'espèces
- Teleoceras aginense
- Teleoceras americanum
- Teleoceras brachyrhinum
- Teleoceras felicis
- Teleoceras fossiger
- Teleoceras guymonense
- Teleoceras hicksi
- Teleoceras major
- Teleoceras medicornutum
- Teleoceras meridianum
- Teleoceras proterum
- Teleoceras snowi

### Référence taxinomique
(en) Paleobiology Database : Teleoceras  Hatcher, 1894

## Sources
- (en) Cet article est partiellement ou en totalité issu de l’article de Wikipédia en anglais intitulé « Teleoceras » (voir la liste des auteurs).